# Universidad Politécnica de Łódź
La Universidad Politécnica de Łódź (en polaco: Politechnika Łódzka) es una institución pública situada en Łódź, fundada el 24 de mayo de 1945. En la Universidad Politécnica de Łódź estudian más de 20 000 alumnos de grado y posgrado e imparten docencia más de 1300 profesores.

## Historia
La Universidad Politécnica de Łódź fue creada el 24 de mayo de 1945, después de la Segunda Guerra Mundial Inicialmente se integraban en ella tres facultades : La Facultad Mecánica, La Facultad Eléctrica, la Facultad Química y La Sección Textil. En el primer año de su existencia, la Universidad admitió a 525 estudiantes. En 1976 la Universidad Politécnica de Łódź fue condecorada con la Orden de la Bandera de Trabajo.

## Organización de la Universidad (mandato 2012-2016)
- El Rector – prof. Dr hab. Inż. Stanisław Bielecki
- El Vicerrector de la Investigación -  prof. dr hab. inż. Piotr Paneth
- El Vicerrector de la Planificación Académica - prof. dr hab. inż. Piotr Szczepaniak
- El Vicerrector de la Educación - prof. dr hab. inż. Sławomir Wiak
- El Vicerrector de la Innovación - prof. dr hab. inż. Piotr Kula
- El Gerente - dr inż. Stanisław Starzak

## Facultades
- La Facultad de Mecánica
- La Facultad de Electrónica, Electrotécnica, Informática y Automática
- La Facultad de Química
- La Facultad de Tecnología de Materiales y Diseño Textil
- La Facultad de Biotecnología y Ciencia de los Alimentos
- La Facultad de Construcción, Arquitectura e Ingeniería Ambiental
- La Facultad de Física Técnica, Informática y Las Matemáticas Aplicadas
- La Facultad de Ingeniería de Procesos y Ambiental
- La Facultad de Organización y Administración

## Departamentos interuniversitarios
- Urbanística y Ordenación del Territorio
- Instituto de Logística
- Ingeniería de materiales

## Centros independientes
- Centro de la Enseñanza Internacional de la Universidad Politécnica de Łódź conocido también como IFE – Facultad Internacional de Ingeniería cuyo objetivo es la formación de los estudiantes en los idiomas extranjeros - las clases se imparten en inglés y en francés dentro de las especialidades en otras facultades.
- Centro de la Educación Continúa – imparte los cursillos sobre seguridad en el trabajo (BHP), protección del medio ambiente, informática, enseñanza de idiomas
- Centro de diagnóstico y la terapia con láser – lleva investigaciones sobre la aplicación del láser en la medicina
- Centro de Enseñanza de las Matemáticas y de la Física
- Biblioteca de la Universidad Politécnica de Łódź
- Instituto de Papelería y Poligrafía
- Red Universitaria de Informática que además desempeña el papel del eje principal de las redes urbanas LODMAN
- Escuela Secundaria de la Universidad Politécnica de Łódź
- Escuela Secundaria Inferior de la Universidad Politécnica de Łódź
- Universidad de la Tercera Edad

## Centros externos
En 1998 el Senado de la Universidad Politécnica de Łódź decidió fundar su Centro en Sieradz donde se empezaron los preparativos para crear las facultades de la Protección del Medio Ambiente y de la Gestión y Marketing. El 31 de enero de 2013 el Rector de la Universidad Politécnica de Łódź decidió abrir el Centro de la Gestión e Ingeniería de Producción de la Universidad Politécnica en Sieradz con la sede en el edificio en la Plaza de Voivodía n.3.
En 2002 se inauguró el Centro Didáctico en Bełchatów donde se realiza la formación en las Facultades de Construcción, Electrónica, Ingeniería del Medio Ambiente, Gestión y Marketing. 
En Ostrów Wielkopolski se llevan las clases didácticas en el Conjunto de Escuelas Técnicas. La oferta abarca tres especialidades en la carrera de Informática, es decir Sistemas Informáticos, Teleinformática y Mecatrónica.

## Otras actividades didácticas
En 2008 se creó la Universidad de los Niños dedicada a los menores de 7 a 12 años. Fue la primera iniciativa de este tipo realizada por una universidad tecnológica
En 2007 se fundó la Escuela Secundaria de la Universidad Politécnica de Łódź y en 2013 la Escuela Secundaria Inferior de la Universidad Politécnica de Łódź.
Desde 2006 existe la Universidad de la Tercera Edad.

## Repositorio institucional
Desde 2010 en la Universidad Politécnica de Łódź existe el repositorio institucional CYRENA. Aprovecha la software Dspace como Massachusetts Institute of Technology y más de cientos de otros repositorios de las diferentes universidades en todo el mundo. El objetivo principal de este proyecto es compartir los resultados de las investigaciones en varias formas, así que el archivado de los logros científicos de la alma mater – la Universidad Politécnica de Łódź. 
El repositorio tiene el carácter semiabierto. Sus recursos son accesibles en su versión completa a todos los usuarios de Internet y además es posible con ciertas limitaciones su descarga de la red.